# Füllen (Sternbild)
Das Füllen (Fohlen, lateinisch Equuleus) ist ein Sternbild nördlich des Himmelsäquators.

## Beschreibung

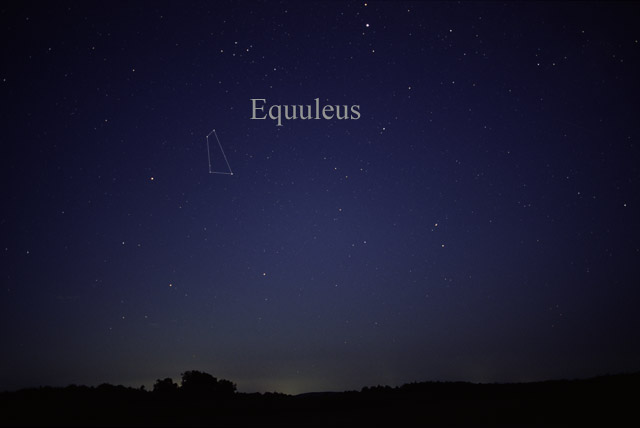
Das Sternbild Füllen, wie es mit dem bloßen Auge gesehen werden kann

Das Füllen ist ein unscheinbares Sternbild. Es setzt sich aus ca. vier mit bloßem Auge sichtbaren Sternen zusammen, die den Kopf eines jungen Pferdes darstellen sollen. Nur ein Stern ist heller als die 4. Größenklasse.
Man findet es, wenn man dem südöstlichen Ausläufer des Pegasus folgt.
Das Füllen ist das zweitkleinste Sternbild am Nachthimmel. Nur das Kreuz des Südens hat eine geringere Ausdehnung.

## Geschichte
Das Füllen gehört zu den klassischen 48 Sternbildern der Antike, die von Ptolemäus erwähnt werden.

## Mythologie
Das Sternbild soll das Fohlen Celeris darstellen, den Bruder des geflügelten Pferdes Pegasus. Der Götterbote Hermes schenkte es Kastor, dem Zwillingsbruder von Pollux.

## Himmelsobjekte

### Sterne
| B   | F  | Namen o. andere Bezeichnungen | Scheinbare Helligkeit (mag) | Lj  | Spektralklasse |
| --- | -- | ----------------------------- | --------------------------- | --- | -------------- |
| α   | 8  | Kitalpha                      | 3,92                        | 186 | G0 III         |
| δ   | 7  | Delta Equulei                 | 4,49                        | 55  | F7 V           |
| γ   | 5  |                               | 4,69                        | 120 | F0 IV          |
| β   | 10 |                               | 5,16                        |     |                |
| ε   | 1  |                               | 5,23                        | 150 | F5 + F7        |
| 400 | 3  |                               | 5,61                        |     |                |
| 400 | 9  |                               | 5,82                        |     |                |
| 400 | 4  |                               | 5,94                        |     |                |
| 400 | 6  |                               | 6,07                        |     |                |
| λ   | 2  |                               | 5,94                        |     |                |

Alpha Equulei, der hellste Stern im Füllen, ist 150 Lichtjahre entfernt. Er ist ein gelblich leuchtender Stern der Spektralklasse G0 III. Der Name Kitalpha ist altarabischen Ursprungs und bedeutet so viel wie „der vordere Teil des Pferdes“.

### Doppelsterne
| System | Größen      | Abstand |
| ------ | ----------- | ------- |
| δ      | 5,0/5,0     | 0,35"   |
| γ      | 4,7/11,6    | 2"      |
| ε      | 6,0/6,3/7,2 | 0,72"/  |

Delta Equulei ist ein Doppelsternsystem in 55 Lichtjahren Entfernung. Die beiden Komponenten umkreisen einander in nur 5,7 Jahren.
Gamma Equulei ist mit bloßem Auge als Doppelstern sichtbar, Voraussetzung ist allerdings eine klare und mondlose Nacht. Neben dem 4,7 mag hellen Hauptstern wird in 6 Bogenminuten Abstand ein 6,0 mag helles Sternchen sichtbar. Es handelt sich allerdings nur um einen „optischen Doppelstern“, d. h., die Sterne stehen von der Erde aus gesehen in einer Richtung, sind jedoch unterschiedlich weit entfernt.
Der Hauptstern ist tatsächlich ein physikalischer Doppelstern. In einem Abstand von 2 Bogensekunden befindet sich ein lichtschwacher Begleiter der 11. Größenklasse, der gravitativ an den Hauptstern gebunden ist. Zur Beobachtung benötigt man ein Teleskop von mindestens 15 cm Durchmesser.
Das System Epsilon Equulei besteht aus vier Sternen, die um einen gemeinsamen Schwerpunkt kreisen.

### Veränderliche Sterne
| Stern | Scheinbare Helligkeit (mag) | Periode      | Typ                          |
| ----- | --------------------------- | ------------ | ---------------------------- |
| γ     | 4,58 bis 4,77               | 12,2 Stunden | Alpha-CanesVenaticorum-Stern |
| R     | 8,0 bis 15,7                | 261 Tage     | Mira-Typ                     |

Der Hauptstern des Systems γ Equulei ist ein kurzperiodisch Veränderlicher Stern vom Typ Alpha-CanesVenaticorum.
R Equuleis ist ein pulsationsveränderlicher Sterne vom Typ Mira. Es handelt sich dabei um leuchtkräftige rote Riesen oder Überriesen, die sich rhythmisch aufblähen und wieder zusammenziehen, was als deutliche Helligkeitsschwankung beobachtet werden kann. Während des Maximums wird R Equ so hell, dass er mit einem Prismenfernglas gesehen werden kann. Im Minimum sinkt die Helligkeit auf 15,7 mag ab, so dass man zur Beobachtung ein größeres Teleskop benötigt.

### Messier- und NGC-Objekte
| Messier (M) | NGC  | sonstige | Größe | Typ     | Name |
| ----------- | ---- | -------- | ----- | ------- | ---- |
|             | 7015 |          |       | Galaxie |      |
|             | 7040 |          |       | Galaxie |      |
|             | 7045 |          |       | Galaxie |      |
|             | 7046 |          |       | Galaxie |      |